# جمیرا فاکنر
جمیرا فاکنر (انگلیسی: Jamierra Faulkner؛ زادهٔ ۹ مارس ۱۹۹۲) بازیکن بسکتبال اهل ایالات متحده آمریکا است.